# Hydrellia perplexa
Hydrellia perplexa är en tvåvingeart som beskrevs av Bock 1990. Hydrellia perplexa ingår i släktet Hydrellia och familjen vattenflugor. Inga underarter finns listade i Catalogue of Life.